# Copa Continental d'atletisme
La Copa Continental d'atletisme (en anglès: IAAF Continental Cup), antigament Copa del Món d'atletisme (IAAF World Cup), és una competició internacional d'atletisme per equips mixtos de cada continent, que organitza l'Associació Internacional de Federacions d'Atletisme (IAAF). Es disputa cada quatre anys en una seu designada per la federació.
En el format antic participaven equips que representaven tant a nacions com a continents. Habitualment prenen part nou equips: cinc que representaven els continents (Europa, Amèrica, Àfrica, Àsia i Oceania), dues nacions europees (les dues primeres en l'última Copa d'Europa d'atletisme), els Estats Units i el país organitzador. Perquè el país organitzador pogués prendre part com a equip propi, l'estadi on se celebrava la competició havia de tenir nou carrers.
Els equips de cada continent podien incloure atletes de tots els països d'aquest continent tret d'aquells que comptessin amb equip propi. Per exemple l'equip d'Amèrica incloïa atletes de tots els països d'Amèrica llevat dels Estats Units, que presentaven un equip propi.
La primera edició de la Copa del Món d'atletisme es va celebrar a Düsseldorf el 1977. La periodicitat va començar sent bianual, però a partir de 1981 se celebrà cada quatre anys. La IAAF oferia premis als atletes segons el lloc que ocupaven: 30.000 dòlars al guanyador, 15.000 al segon, 10.000 al tercer i així successivament fins a 1.000 dòlars que li donaven al vuitè.
A partir de l'edició de 2010 a Split, es va canviar el format i la competició va canviar de nom a Copa Continental de la IAAF. El nombre d'equips regionals es va reduir a quatre: Àfrica, Amèrica, Àsia/Pacífic i Europa, mentre es van eliminar els equips nacionals. A més a més, les competicions que separaven homes i domes es van fusionar, de tal forma que els equips continentals competien en un únic torneig mixt.

## Historial de la Copa Continental
| Edició | Any  | Seu             | Vencedor | Segon lloc | Tercer lloc | Quart lloc   |
| ------ | ---- | --------------- | -------- | ---------- | ----------- | ------------ |
| I      | 2010 | Split (Croàcia) | Europa   | Amèrica    | Àfrica      | Àsia/Pacífic |

## Historial de la Copa del Món
| Any  | Seu          |       | Vencedor          | Segon             | Tercer              |
| ---- | ------------ | ----- | ----------------- | ----------------- | ------------------- |
| 1977 | Düsseldorf   | Homes | Alemanya Oriental | Estats Units      | Alemanya Occidental |
| 1977 | Düsseldorf   | Dones | Europa            | Alemanya Oriental | Unió Soviètica      |
| 1979 | Montreal     | Homes | Estats Units      | Europa            | Alemanya Oriental   |
| 1979 | Montreal     | Dones | Alemanya Oriental | Unió Soviètica    | Europa              |
| 1981 | Roma         | Homes | Europa            | Alemanya Oriental | Estats Units        |
| 1981 | Roma         | Dones | Alemanya Oriental | Europa            | Unió Soviètica      |
| 1985 | Canberra     | Homes | Estats Units      | Unió Soviètica    | Alemanya Oriental   |
| 1985 | Canberra     | Dones | Alemanya Oriental | Unió Soviètica    | Europa              |
| 1989 | Barcelona    | Homes | Estats Units      | Europa            | Regne Unit          |
| 1989 | Barcelona    | Dones | Alemanya Oriental | Unió Soviètica    | Amèrica             |
| 1992 | L'Havana     | Homes | Àfrica            | Regne Unit        | Europa              |
| 1992 | L'Havana     | Dones | Equip Unificat    | Europa            | Amèrica             |
| 1994 | Londres      | Homes | Àfrica            | Regne Unit        | Amèrica             |
| 1994 | Londres      | Dones | Europa            | Amèrica           | Alemanya            |
| 1998 | Johannesburg | Homes | Àfrica            | Europa            | Alemanya            |
| 1998 | Johannesburg | Dones | Estats Units      | Europa            | Àfrica              |
| 2002 | Madrid       | Homes | Àfrica            | Europa            | Estats Units        |
| 2002 | Madrid       | Dones | Rússia            | Europa            | Amèrica             |
| 2006 | Atenes       | Homes | Europa            | Estats Units      | Àfrica              |
| 2006 | Atenes       | Dones | Rússia            | Europa            | Amèrica             |